# Нуманов, Ишанкул Усманович
Ишанкул Усманович Нуманов (тадж. Эшонқул Усмонович Нӯъмонов 15 июня 1919, Самарканд, Туркестанская АССР, РСФСР — 29 ноября 1992 года, Душанбе, Республика Таджикистан) — советский, таджикский химик, академик АН Таджикской ССР (1985), профессор (1973), директор Института химии им В. И. Никитина АН Таджикской ССР (1971—1988), почётный директор Института химии им. В. И. Никитина АН Республики Таджикистан (1988—1992), участник Великой Отечественной войны (1941—1945).

## Биография
Ишанкул Усманович Нуманов родился 15 июня 1919 года в Самарканде в семье служащего Усмана Нуманова (тадж. Усмон Нӯъмонов), таджика по национальности.

«Почему выбрал профессию химика? — будучи студентом Самаркандского индустриального рабфака в  (1936), наш преподаватель по химии [Вохидов] впервые нас повёл в лабораторию (где он работал помимо преподавателем в рабфаке), в завершение увлекательного учебно-лабораторного занятия капнул на одежду каждому из нас эфирное масло. Аромат эфирного масло мне стал так по душе, что послужило поводом для выбора профессии — стать химиком»
— Ишанкул Нуманов
. 
В 1936 году он поступил в Самаркандский государственный университет им Алишера Навои на химический факультет, однако на пятом курсе был вынужден прервать учёбу в связи с началом Великой Отечественной войны. После начала войны ушёл на фронт добровольцем, сражался в рядах РККА до конца войны, при этом получив несколько ранений (1941-1946).
- 1939 — 1940 гг. — преподаватель средней школы № 1 — период нахождения в академическом отпуске, микрорайон Яккачинар, г. Сталинабад[2].
- 1946 — 1948 гг. — младший научный сотрудник Института химии Таджикского филиала АН СССР[2].
- 1947 г. — окончил заочно естественный факультет Ленинабадского педагогического института им. С. М. Кирова[1][2].
- 1948 г. — вступил в КПСС[2].
- 1949 — 1952 гг. — аспирант Института органической химии им Н. Д. Зелинского АН СССР (поступает в аспирантуру по рекомендации В. И. Никитина)[2].
- 1952 г. — защитил кандидатскую диссертацию на тему «Влияние сверхвысоких давлений на каталитические свойства некоторых окисных катализаторов»:

В его многогранной научной деятельности можно выделить основные направления, которые он со своими учениками развивал несколько десятилетий. Это изучение состава уникальных тяжелых нефтей Таджикской депрессии и Афгано-Таджикской впадины; распределение в них азота, серы и микроэлементов; изучение структуры и физико-химических свойств гетероатомных компонентов; разработка методов выделения сернистых, азотистых и микроэлементных компонентов из нефтей; поиск путей практического использования гетерокомпонентов из нефтей Средней Азии; направленный синтез и изучение свойств сераорганических соединений тех типов, которые выявлены в исследуемых нефтях— 
Защита проходила уже в то время в присутствии таких крупных советских ученых как Несмеянов Александр Николаевич, Казанский Борис Александрович и Баландин Алексей Александрович (24.07.1952).
- 1952 — 1958 гг. — старший научный сотрудник Института химии Таджикского филиала АН СССР, одновременно преподаёт по совместительству с 1952 по 1959 годы — зав кафедрой общей химии Таджикского государственного медицинского института имени Абуали ибни Сино (Авицены)[1][2].
- 1958 — 1971 гг. — зав лабораторией химии нефти Института химии нефти АН Таджикской ССР, одновременно в этот период с  1960 по 1965 гг. — зав кафедры Органической химии Таджикского государственного университета имени В. И. Ленина — был основателем и руководителем этой кафедры, проработал там до конца своей жизни в звании профессора, он был инициатором создания ряда кафедр органического профиля в вузах республики. Им переведен на таджикский язык учебник по органической химии, при его участии создан русско-таджикский химический словарь[1][2].
- 1971 — 1988 гг. — директор Института химии им. В. И. Никитина АН Таджикской ССР. С 1988 года И. У. Нуманов до конца жизни был почётным директором Института химии им В. И. Никитина АН Республики Таджикистан (1988—1992). Стоял у истоков развития таких направлений научно-исследовательских работ, как химия угля, нефти, природных соединений, волокнообразующих полимеров, обогащение руд полезных ископаемых, получение лекарственных препаратов, плазмохимические процессы, геохимия и другие, был химиком-теоретиком, практиком, химиком-патриотом. Им были созданы лаборатории химии целлюлозы, химии биорегуляторов, химии гетероциклических соединений и другие[1][2][5].
- 1972 г. — защитил докторскую диссертацию на тему «Гетероатомные компоненты нефтей таджикской депрессии и синтез некоторых их аналогов»:

И. У. Нуманов является активным членом Всесоюзного совета по нефтехимии. Результаты работ, представляемые им и его сотрудниками, в разные годы доложены на международных симпозиумах и совещаниях в ГДР, ВНP, ЧССР, СССР (Москва, Рига, Душанбе) на всесоюзных и региональных совещаниях, в г. Ленинграде, Батуми, Грозном, Томске, Москве, Риге, Уфе, Таллинне, Душанбе, Гурьеве, Новосибирске, Тбилиси. Ведущие ученые в области нефтехимии – В. А. Каргин, Г. Д. Гальперн, С. Р. Сергиенко и др. – отмечали, что И. У. Нуманов очень верно и своевременно развил это направление именно на нефтях Таджикистана, которые по своим свойствам, по содержанию гетерокомпонентов имеют очень мало аналогов в СССР. По итогам этих исследований И. У. Нумановым была защищена в 1972 г. докторская диссертация, в 1973 г. совместно с И. М. Насыровым выпущена монография «Гетероатомные компоненты нефтей Таджикской депрессии». Им опубликовано свыше 250 статей (на русском, таджикском и узбекском языках) и получено более 50 авторских свидетельств. По составу гетероатомных компонентов нефти Южного Таджикистана, изучавшиеся И. У. Нумановым и его учениками, являются сейчас, пожалуй, наиболее «расшифрованными» из нефтей СССР— 
В 1972 году И. У. Нуманов избран членом-корреспондентом Академии наук Таджикской ССР, в 1973 году утвержден в звании профессора, а в 1985 году избран действительным членом (академиком) АН Таджикской ССР.
И. У. Нуманов глубоко переживал кровавые события 1992 года в Таджикистане: 

Он говорил, что демократия – это степень культуры человека и, прежде всего, твёрдый порядок. Она должна иметь свойственные ей рамки и ограничения, часто повторял, что в старину у таджиков было много хороших запретов, законов, устоев. Вот некоторые из них: не пересекай дорогу перед старшим, не занимай места выше старших и не перебивай их, не груби родителям, не поворачивайся спиной к человеку, не качай пустую колыбель, не разоряй птичьих гнёзд, увидишь хлеб на земле, подними, и поцелуй три раза и положи в уютное место, старайся первым поздороваться, не плюй в колодец, не наступай на продукты питания ….— 
 Ишанкул Усманович Нуманов ушёл из жизни 29 ноября 1992 года, в возрасте семидесяти трех лет, в период разгар гражданской войны в Таджикистане.

## Общественная деятельность
- депутат Душанбинского городского Совета депутатов трудящихся с 1959 по 1969 гг.
- член Душанбинского горкома КП Таджикистана с 19?? по 19?? гг.[2][4]

## Член научных советов и обществ
- член Научного совета по химии и технологии органических соединений серы при ГКНТ Совета Министров СССР,
- член Научного совета по нефтехимии при отделении общей и технической химии АН СССР,
- член Регионального научного совета нефтехимии Казахстана и Средней Азии,
- председатель Таджикского республиканского правления Всесоюзного химического общества (ВХО) им. Д. И. Менделеева,
- председатель химической секции терминологического комитета при Совете Министров Таджикской ССР,
- председатель регионального Специализированного совета по защите кандидатских диссертаций[2][4].

## Награды и звания
- Орден Отечественной войны I степени (1944, 1985),
- Орден Отечественной войны II  степени (1945),
- Медаль «За победу над Германией в Великой Отечественной войне 1941—1945 гг.» (1946),
- Медаль «За освобождение Праги» (1947),
- Медаль «За взятие Берлина» (1947),
- Медаль «За трудовое отличие» (1954),
- Медаль «Двадцать лет Победы в Великой Отечественной войне 1941—1945 гг.» (1967),
- Медаль 50 лет Вооруженных Сил СССР» (1969),
- Знак «25 лет победы в Великой Отечественной войне» (1970),
- Медаль «В ознаменование 100-летия со дня рождения Владимира Ильича Ленина» (1970),
- «Победитель социалистического соревнования 1973 года» (1974)
- «Медаль «Тридцать лет Победы в Великой Отечественной войне 1941—1945 гг.» (1975),
- Почетная грамота Президиума Верховного Совета Таджикской ССР (1976)[9],
- Медаль «60 лет Вооруженных Сил СССР» (1978),
- Заслуженный деятель науки Таджикской ССР (1978),
- Почетная грамота Всесоюзного химического общества им. Д. И. Менделеева (1979),
- Почетная грамота Таджикского республиканского совета ВОИР (1979),
- Медаль «Ветеран труда» (1981),
- «Сорок лет Победы в Великой Отечественной войне 1941—1945 гг.» (1985),
- Почетная грамота Правления общества «Знание» (1985),
- Знак «За активную работу» Правления Всесоюзного общества «Знание» (1987)[1][2][9].

## Память
- И. У. Нуманов — основатель школы нефтехимков Таджикистана Научная электронная библиотека
- Материалы научной конференции, посвященной памяти академика Нуманова И. У. (тезисы докладов) Отделение физико-математических, химических и технических наук АН Республики Таджикистан. Институт химии им. В И. Никитина АН Республики Таджикистан. Химическое общество им. Д. И. Менделеева Архивная копия от 4 сентября 2017 на Wayback Machine (1994)
- Проведены 11-е Нумановские чтения «Актуальные вопросы физики и химии углеродсодержащего сырья», посвященные 95-летию академика АН Республики Таджикистан И. У. Нуманова» (2014)[4].

## Избранные сочинения
- Нуманов, Ишанкул Усманович. Гетероатомные компоненты нефтей Таджикской депрессии / Отв. ред. канд. хим. наук З. А. Румянцева. — Душанбе: Дониш, 1973. — 259 с. Российская национальная библиотека (РНБ).